# Hylesiopsis
Hylesiopsis är ett släkte av fjärilar. Hylesiopsis ingår i familjen påfågelsspinnare.
Kladogram enligt Catalogue of Life:
| Hylesiopsis | \| \| Hylesiopsis festiva \| \| \| \| \| \| Hylesiopsis flavivilinea \| \| \| \| |
|             | \| \| Hylesiopsis festiva \| \| \| \| \| \| Hylesiopsis flavivilinea \| \| \| \| |
|             | Hylesiopsis festiva                                                              |
|             |                                                                                  |
|             | Hylesiopsis flavivilinea                                                         |
|             |                                                                                  |